# Стеблянки
Стебля́нки —  село в Україні, у Лебединській міській громаді Сумського району Сумської області. Населення становить 80 осіб. До 2020 орган місцевого самоврядування — Гарбузівська сільська рада.

## Географія
Село Стеблянки знаходиться неподалік від витоків річки Ревки. За 1 км розташовані села Панченки і Харченки. Поруч проходить залізниця, станція Стеблянки.

## Історія
12 червня 2020 року, відповідно до Розпорядження Кабінету Міністрів України № 723-р «Про визначення адміністративних центрів та затвердження територій територіальних громад Сумської області» увійшло до складу Лебединської міської громади.
19 липня 2020 року, після ліквідації Лебединського району, село увійшло до Сумського району.

#### Російське вторгнення в Україну (з 2022)
З 19 до 26 березня 2022 року село було окуповане російськими військовими — стояло 26 одиниць російської військової техніки. Вони вдиралися до хат місцевих мешканців, яких у той час не було вдома. Загарбники тягнули з будинків, де не було господарів, усе, що тільки бачили. Там де вони таборилися залишилися купи сміття зі своїх сухпайків. Світла та води у селі не було місяць.